# Anthurium acutifolium
Anthurium acutifolium är en kallaväxtart som beskrevs av Adolf Engler. Anthurium acutifolium ingår i släktet Anthurium och familjen kallaväxter.

## Underarter
Arten delas in i följande underarter:
- A. a. acutifolium
- A. a. herrerae